# Leonard (Missouri)
Leonard é uma vila localizada no estado americano de Missouri, no Condado de Shelby.

## Demografia
Segundo o censo americano de 2000, a sua população era de 66 habitantes.
Em 2006, foi estimada uma população de 65, um decréscimo de 1 (-1.5%).

## Geografia
De acordo com o United States Census Bureau tem uma área de
0,8 km², dos quais 0,8 km² cobertos por terra e 0,0 km² cobertos por água. Leonard localiza-se a aproximadamente 238 m acima do nível do mar.

## Localidades na vizinhança
O diagrama seguinte representa as localidades num raio de 24 km ao redor de Leonard.